# Adenandra marginata
Adenandra marginata är en vinruteväxtart. Adenandra marginata ingår i släktet Adenandra och familjen vinruteväxter.

## Underarter
Arten delas in i följande underarter:
- A. m. humilis
- A. m. marginata
- A. m. mucronata
- A. m. serpyllacea